# Soumarana
Soumarana ist ein Dorf in der Landgemeinde Safo in Niger.

## Geographie
Das von einem traditionellen Ortsvorsteher (chef traditionnel) geleitete Dorf befindet sich etwa 4,5 Kilometer nordwestlich von Safo, dem Hauptort der gleichnamigen Landgemeinde, die zum Departement Madarounfa in der Region Maradi gehört. Safo zählt wie Riadi zu einer Kette von südlichen Vororten der Großstadt Maradi. Es liegt am Ufer des periodisch wasserführenden Flusses Goulbi de Maradi.

## Geschichte
Soumarana gehörte um 1820 zu den Azna-Dörfern südlich von Maradi, die gegen die Herrschaft der Fulbe revoltierten, die von Usman dan Fodio begründet worden war. Der Aufstand begünstigte die Entstehung des unabhängigen Staats Maradi unter Dan Kassawa, der in der Nachfolge des Hausa-Staats Katsina stand. Bei der Ernährungskrise von 2005 zählte Soumarana zu den am stärksten betroffenen Orten. Das Trinkwasser im Dorf kam aus einem einzigen verseuchten Brunnen, der besonders bei Kindern Erkrankungen aufgrund des Guineawurms, Cholera und Durchfall begünstigte, bis die UNICEF neue Wasserpumpen und ein Reservoir errichten ließ.

## Bevölkerung
Bei der Volkszählung 2012 hatte Soumarana 4353 Einwohner, die in 616 Haushalten lebten. Bei der Volkszählung 2001 betrug die Einwohnerzahl 2602 in 387 Haushalten und bei der Volkszählung 1988 belief sich die Einwohnerzahl auf 2767 in 449 Haushalten.

## Wirtschaft und Infrastruktur
Durch Soumarana verläuft die 54,4 Kilometer lange Nationalstraße 18 zwischen der Stadt Maradi und der Staatsgrenze zu Nigeria. Es handelt sich um eine einfache Erdstraße. Das Dorf ist Namensgeber des Blanc de Soumarana („Weißer aus Soumarana“), der neben den aus Galmi stammenden Blanc de Galmi und Violet de Galmi zu den bekanntesten Zwiebel-Kultivaren aus Niger zählt. Vor Ort wird außerdem Hirse produziert. Es gibt eine Grundschule im Dorf.